# Kunbir lombokiana
Kunbir lombokiana là một loài bọ cánh cứng trong họ Cerambycidae.